# Perehinka, Iarmolînți
Perehinka (în ucraineană Перегінка) este un sat în comuna Skarjînți din raionul Iarmolînți, regiunea Hmelnîțkîi, Ucraina.

## Demografie
Componența lingvistică a localității Perehinka
     Ucraineană (99,06%)
     Alte limbi (0,63%)
Conform recensământului din 2001, majoritatea populației localității Perehinka era vorbitoare de ucraineană (99,06%), existând în minoritate și vorbitori de alte limbi.